# Ballinae
Sous-famille
Les Ballinae forment une sous-famille d'araignées sauteuses qui comprend deux tribus distribuées dans toute l'Europe, une bonne partie de l'Asie et de l'Océanie et une grande partie de l'Afrique.

## Tribus
- Ballini (13 genres)
- Copocrossini (5 genres)